# Schoenoplectiella
Schoenoplectiella är ett släkte av halvgräs. Schoenoplectiella ingår i familjen halvgräs.

## Bildgalleri

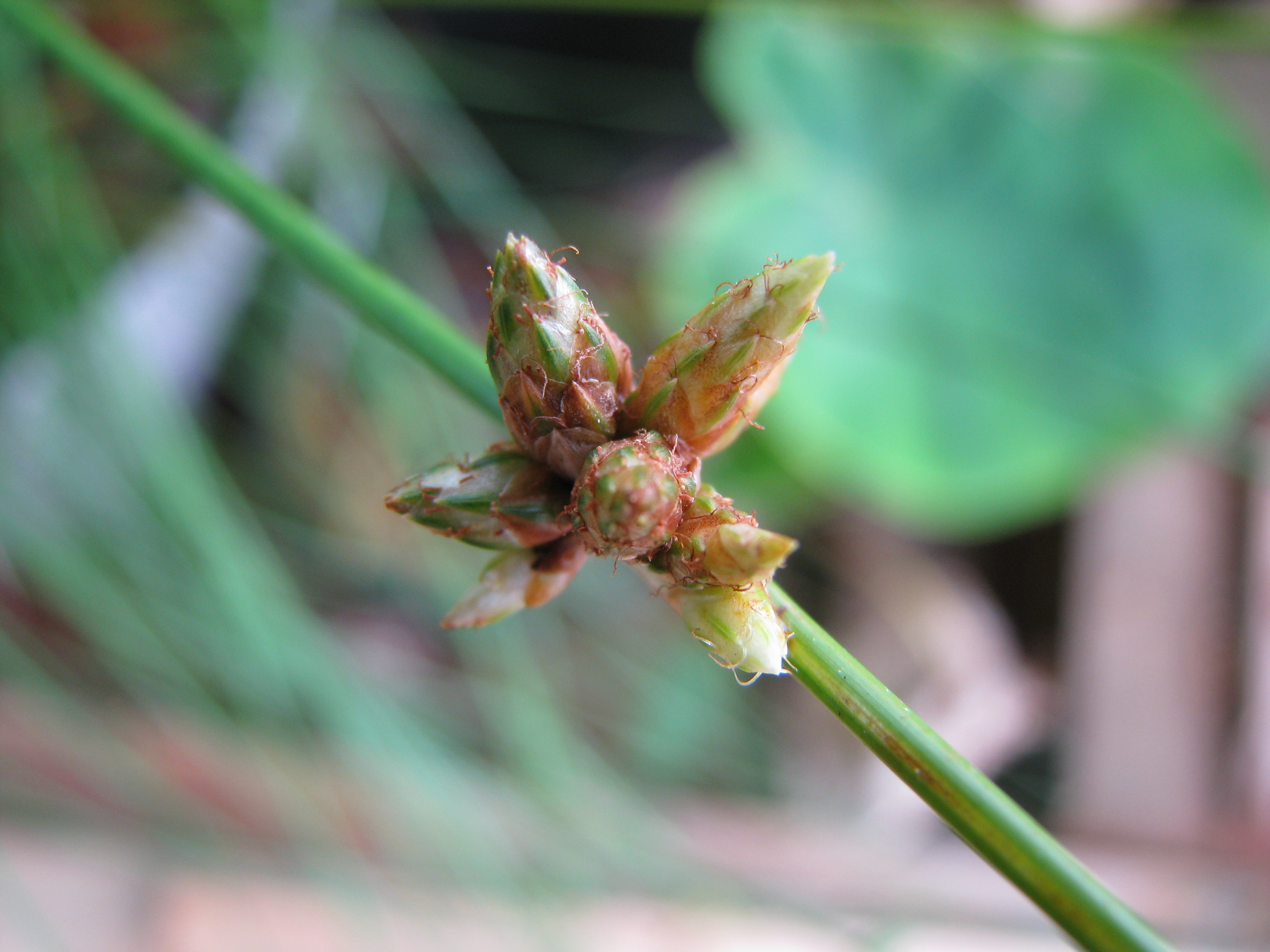
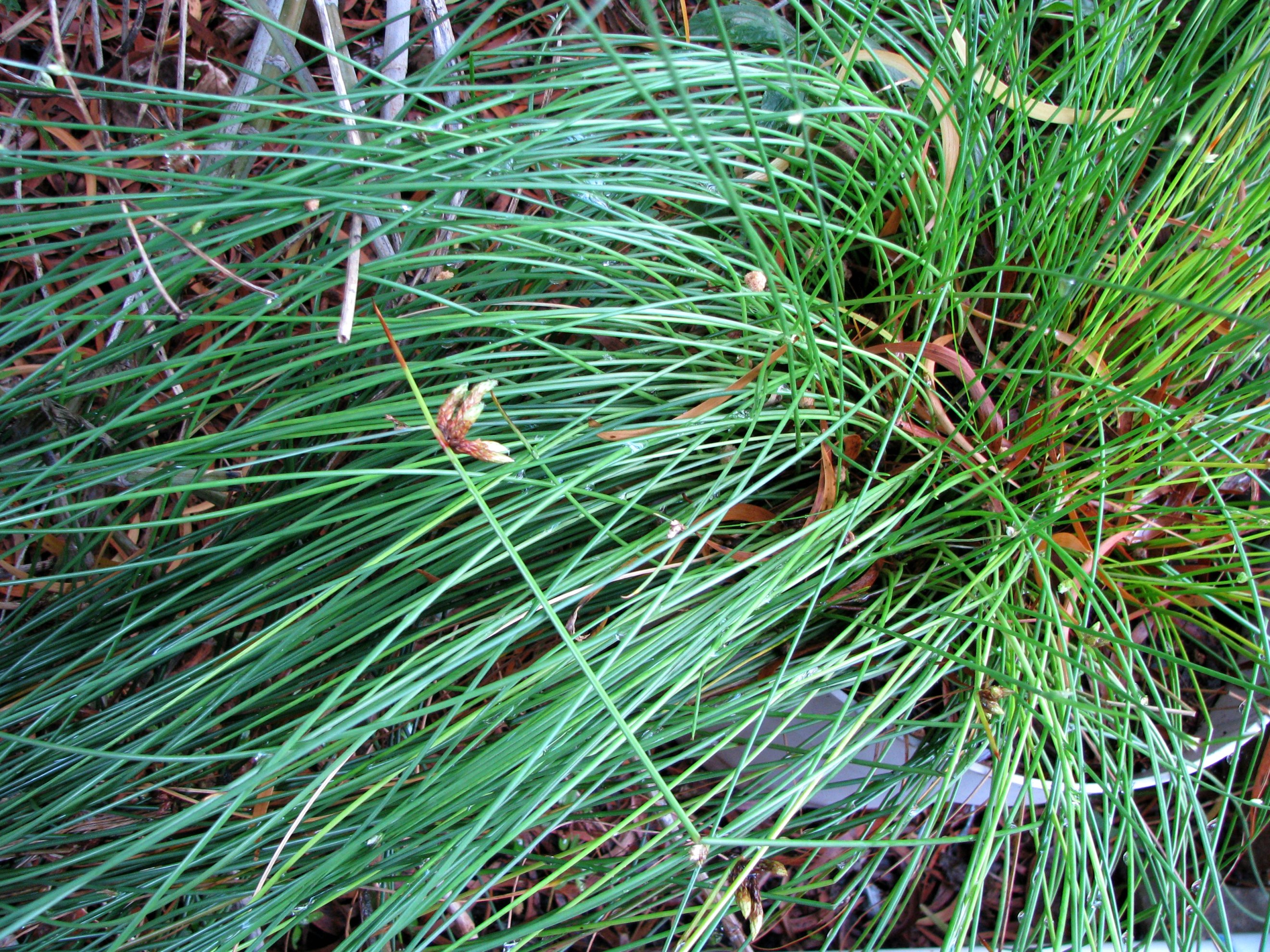
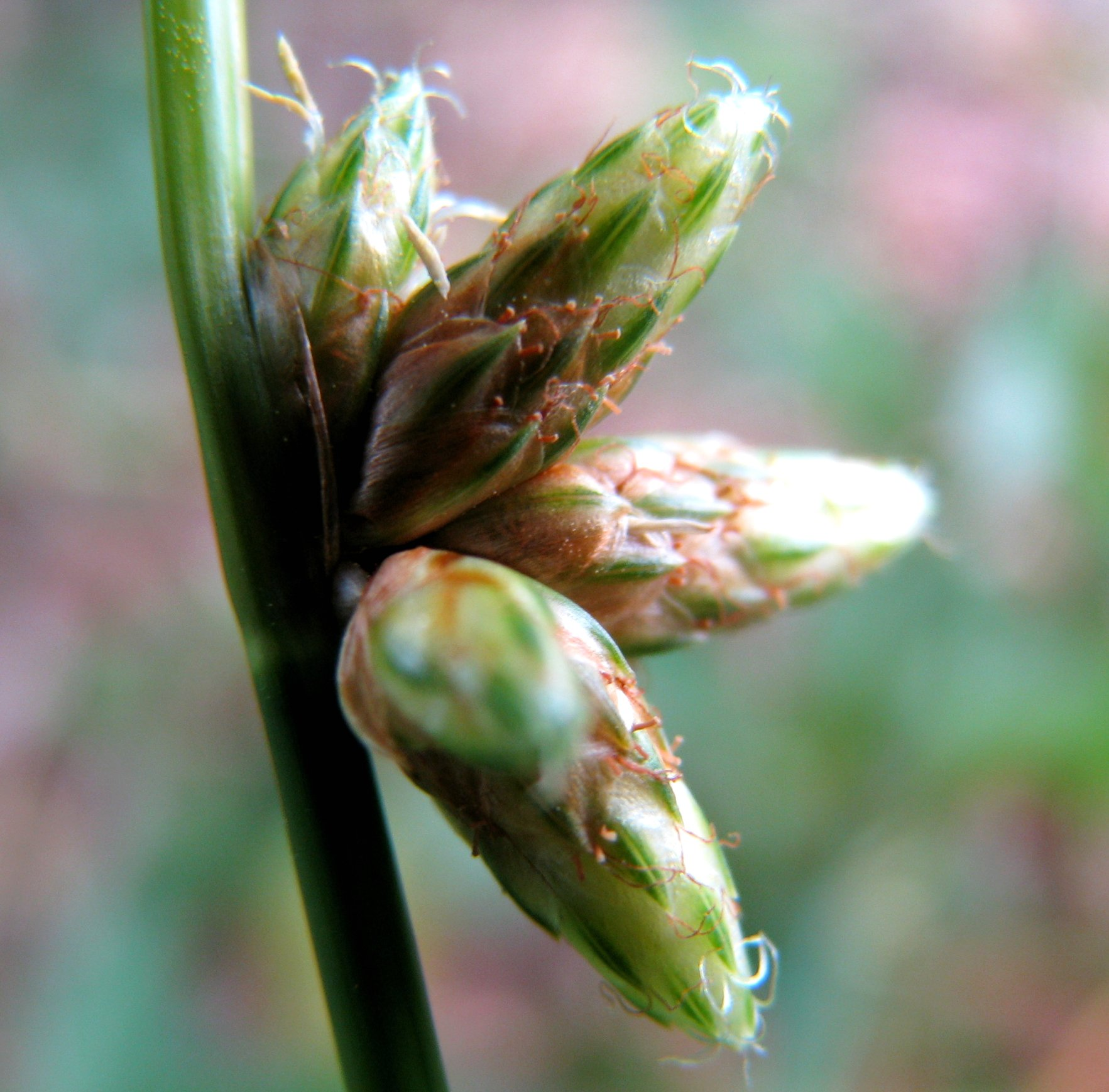
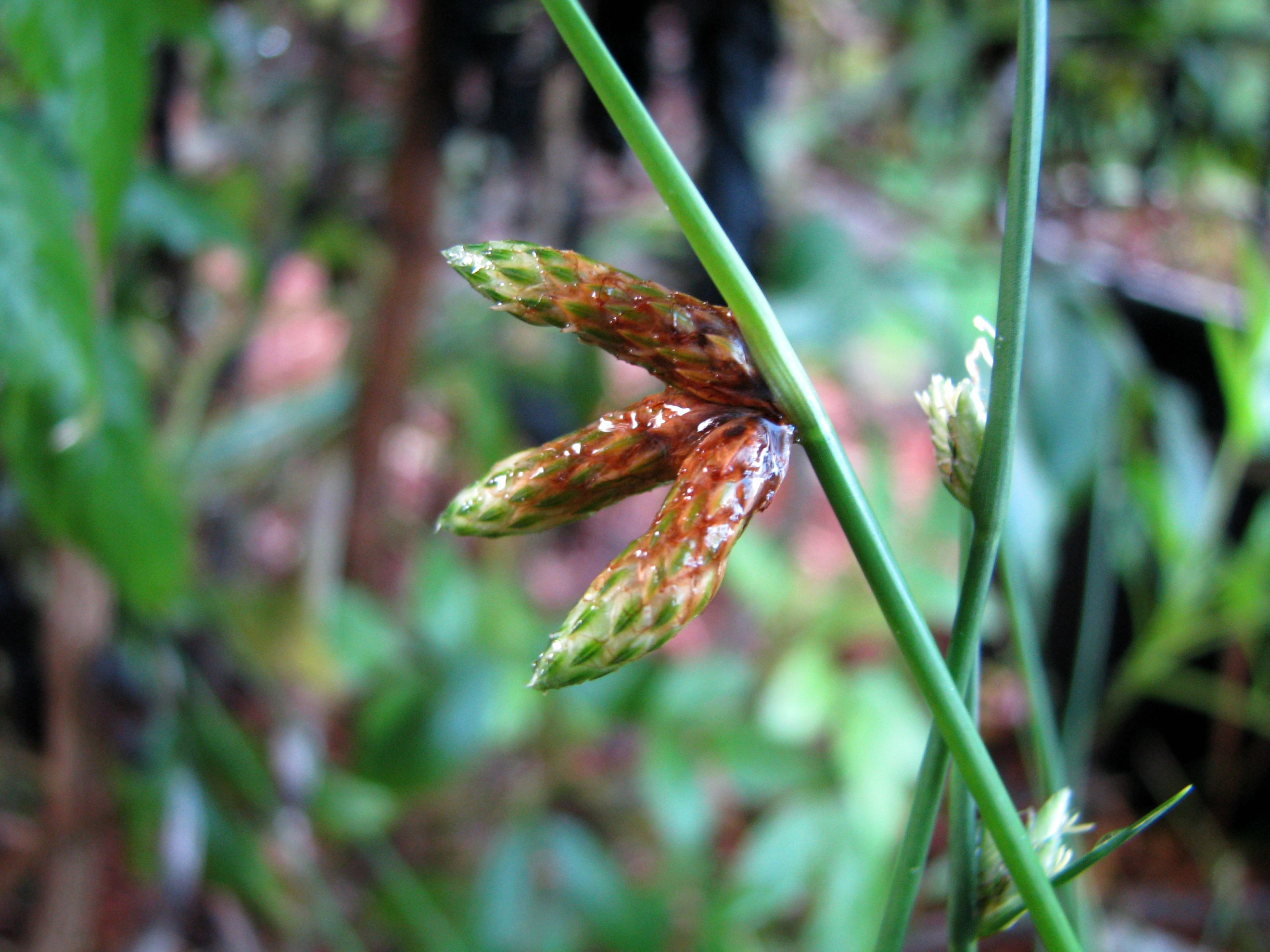
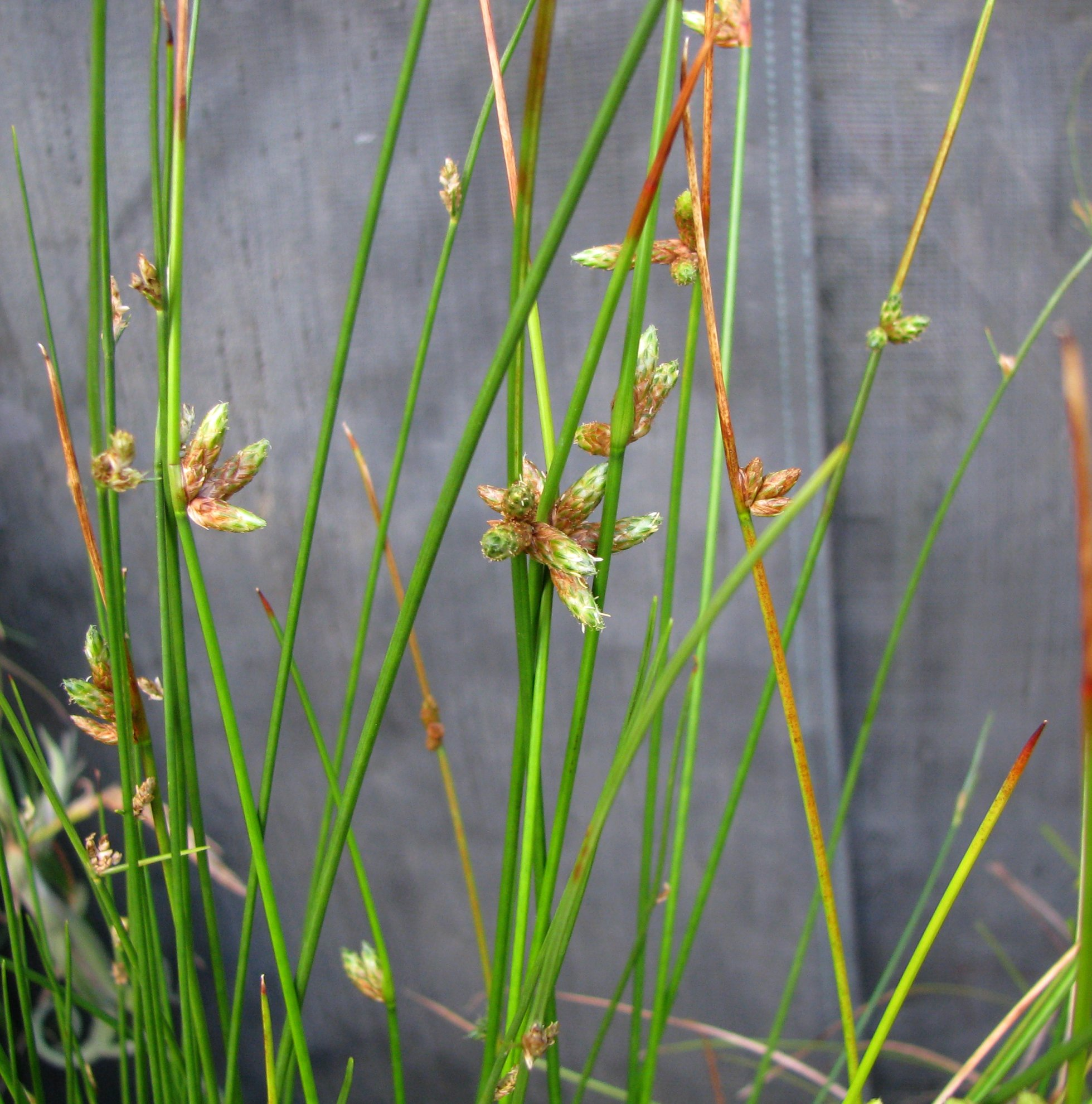
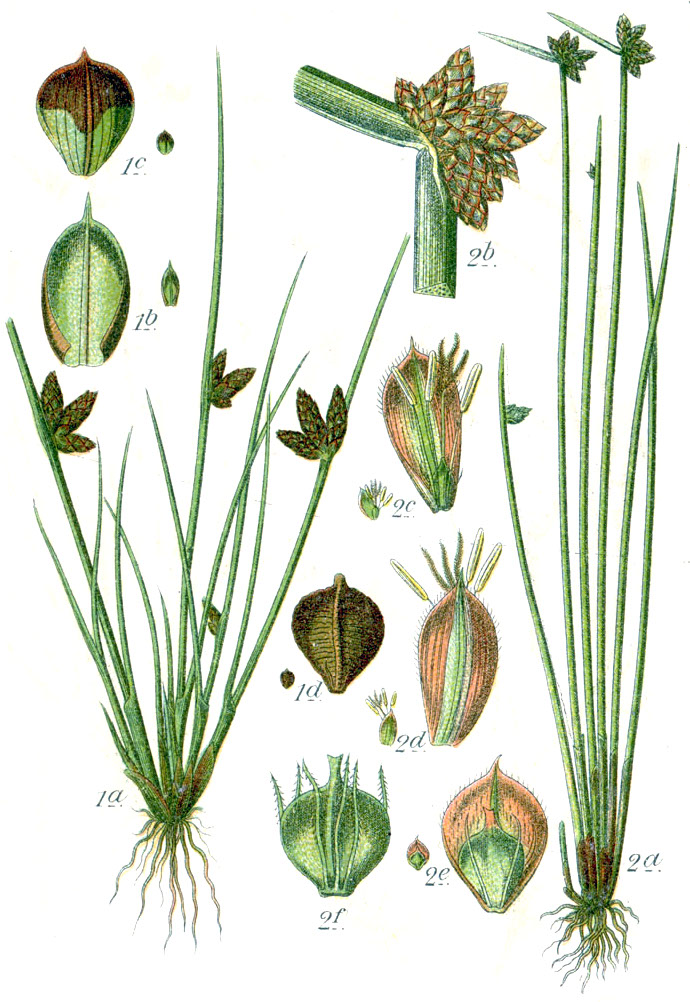

## Dottertaxa tillSchoenoplectiella, i alfabetisk ordning[1]
- Schoenoplectiella aberrans
- Schoenoplectiella articulata
- Schoenoplectiella dissachantha
- Schoenoplectiella erecta
- Schoenoplectiella hallii
- Schoenoplectiella heterophylla
- Schoenoplectiella hooperae
- Schoenoplectiella hotarui
- Schoenoplectiella juncea
- Schoenoplectiella juncoides
- Schoenoplectiella komarovii
- Schoenoplectiella laevis
- Schoenoplectiella lateriflora
- Schoenoplectiella leucantha
- Schoenoplectiella lineolata
- Schoenoplectiella microglumis
- Schoenoplectiella mucronata
- Schoenoplectiella oxyjulos
- Schoenoplectiella perrieri
- Schoenoplectiella praelongata
- Schoenoplectiella proxima
- Schoenoplectiella purshiana
- Schoenoplectiella raynaliana
- Schoenoplectiella reducta
- Schoenoplectiella roylei
- Schoenoplectiella saximontana
- Schoenoplectiella senegalensis
- Schoenoplectiella supina
- Schoenoplectiella wallichii
- Schoenoplectiella vohemarensis